# La Marque sanglante
Pour plus de détails, voir Fiche technique et Distribution.
La Marque sanglante (The Brand) est un film muet américain réalisé par Reginald Barker et sorti en 1919.

## Synopsis
Une jeune femme travaille dure pour gagner sa vie dans les mines d'Alaska...

## Fiche technique
- Titre français : La Marque sanglante
- Titre original : The Brand
- Réalisation : : Reginald Barker
- Scénario : Rex Beach, d'après son histoire
- Photographie : Oliver T. Marsh
- Pays de production :  États-Unis
- Langue : Anglais
- Genre : Film d'aventure
- Durée : 70 minutes
- Dates de sortie : 
  - États-Unis : 16 mars 1919
  - France : 8 octobre 1920

## Distribution
- Kay Laurell: Alice Andrews
- Russell Simpson : Dan McGill
- Robert McKim : Bob Barclay
- Robert Kankel : Hopper
- Mary Jane Irving : l'enfant
- Gus Saville